# 272-я ночная бомбардировочная авиационная дивизия
272-я ночная бомбардировочная авиационная дивизия (272-я нбад) — авиационное соединение Военно-Воздушных сил (ВВС) Вооружённых Сил РККА ночной бомбардировочной авиации, принимавшее участие в боевых действиях Великой Отечественной войны.

## История наименований дивизии
- Военно-воздушные силы 21-й армии;
- 272-я ночная бомбардировочная авиационная дивизия;
- 2-я гвардейская ночная бомбардировочная авиационная дивизия;
- 2-я гвардейская ночная бомбардировочная авиационная Сталинградская дивизия;
- 2-я гвардейская ночная бомбардировочная авиационная Сталинградская Краснознамённая дивизия;
- 15-я гвардейская штурмовая авиационная Сталинградская Краснознамённая дивизия;

## История и боевой путь дивизии
272-я ночная бомбардировочная авиационная дивизия сформирована 12 июня 1942 года на основании Приказа НКО СССР № 00119 от 9 июня 1942 года на базе Управления ВВС 21-й армии.

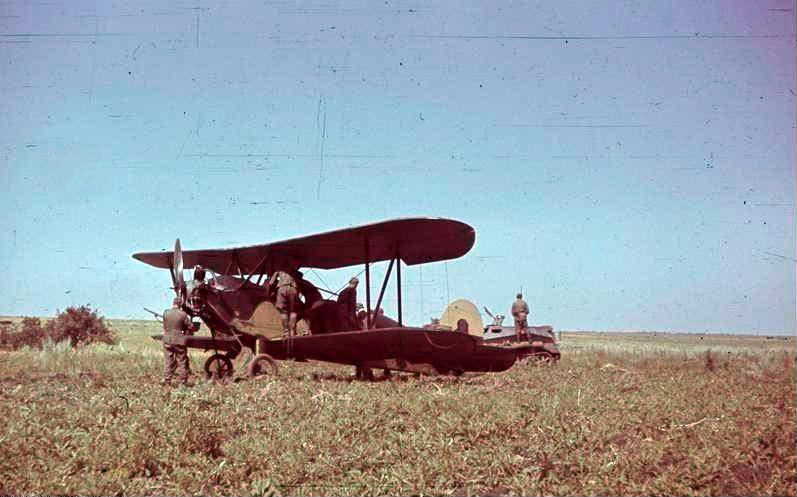
По-2. Самолёт дивизии. Фото Немецкого федерального архива

В составе 8-й воздушной армии Юго-Западного фронта. С июня по ноябрь дивизия принимала участие в оборонительных боях под Сталинградом, затем поддерживала войска фронта в ходе контрнаступления, участвовала в воздушной блокаде окружённой группировки немцев под Сталинградом, при отражении наступления его котельниковской группировки и её разгроме. В начале 1943 года вместе с 8-й воздушной армией в составе Южного фронта дивизия успешно действовала на ростовском направлении, уничтожала отходящие силы врага, прикрывала наступающие войска с воздуха, вела борьбу с подходящими резервами противника. За успешное выполнение заданий командования в марте 1943 года Приказом НКО СССР № 138 от 18.03.1943 г. дивизия была преобразована во 2-ю гвардейскую ночную бомбардировочную авиационную дивизию.
Дивизия принимала участие в операциях и битвах:
- Воронежско-Ворошиловградская операция — с 28 июня 1942 года по 24 июля 1942 года.
- Донбасская операция — с 7 июля 1942 года по 24 июля 1942 года.
- Сталинградская битва — с 17 июля 1942 года по 2 февраля 1943 года.
- Котельниковская операция — с 12 декабря 1942 года по 30 декабря 1942 года.
- Ростовская операция — с 1 января 1943 года по 18 февраля 1943 года.
- Ворошиловградская операция — с 29 января 1943 года по 18 февраля 1943 года.

В составе действующей армии дивизия находилась с 12 июня 1942 года по 18 марта 1943 года.

### Командир дивизии
| Звание                           | Имя                     | Период             | Примечание |
| -------------------------------- | ----------------------- | ------------------ | ---------- |
| Полковник, Генерал-майор авиации | Кузнецов Павел Осипович | 18 марта 1943 года |            |

### В составе объединений
| Дата          | Фронт (округ)        | Армия               | Примечания |
| ------------- | -------------------- | ------------------- | ---------- |
| 12.06.1942 г. | Юго-Западный фронт   | 8-я воздушная армия |            |
| 12.07.1942 г. | Сталинградский фронт | 8-я воздушная армия |            |
| 13.09.1942 г. | Юго-Восточный фронт  | 8-я воздушная армия |            |
| 30.09.1942 г. | Сталинградский фронт | 8-я воздушная армия |            |
| 31.12.1942 г. | Южный фронт          | 8-я воздушная армия |            |

## Части и отдельные подразделения дивизии
За весь период своего существования боевой состав дивизии претерпевал изменения:
| Период                     | Наименование                                              | Вооружение                                                                     |
| -------------------------- | --------------------------------------------------------- | ------------------------------------------------------------------------------ |
| 12.06.1942 — 08.02.1943 г. | 596-й ночной бомбардировочный авиационный полк            | По-2, переименован в 60-й гвардейский ночной бомбардировочный авиационный полк |
| 12.06.1942 — 22.11.1942 г. | 709-й ночной бомбардировочный авиационный полк            | По-2, переименован в 25-й гвардейский ночной бомбардировочный авиационный полк |
| 12.06.1942 — 30.06.1942 г. | 765-й ночной бомбардировочный авиационный полк            | По-2                                                                           |
| 13.06.1942 — 09.08.1942 г. | 714-й ночной бомбардировочный авиационный полк            | По-2                                                                           |
| 13.06.1942 — 05.08.1942 г. | 13-й гвардейский бомбардировочный авиационный полк        | По-2                                                                           |
| 17.06.1942 — 08.02.1943 г. | 621-й «А» ночной бомбардировочный авиационный полк        | По-2, переименован в 61-й гвардейский ночной бомбардировочный авиационный полк |
| 19.08.1942 — 25.12.1942 г. | 765-й ночной бомбардировочный авиационный полк            | По-2                                                                           |
| сентябрь 1942 г.           | 10-й гвардейский бомбардировочный авиационный полк        | По-2                                                                           |
| 14.09.1942 — 18.03.1943 г. | 969-й ночной бомбардировочный авиационный полк            | По-2, переименован в 77-й гвардейский ночной бомбардировочный авиационный полк |
| 22.11.1942 — 18.03.1943 г. | 25-й гвардейский ночной бомбардировочный авиационный полк | По-2                                                                           |
| ?.12.1942 — 25.12.1942 г.  | 633-й авиационный полк                                    |                                                                                |
| 08.02.1943 — 18.03.1943 г. | 60-й гвардейский ночной бомбардировочный авиационный полк | По-2                                                                           |
| 08.02.1943 — 18.03.1943 г. | 61-й гвардейский ночной бомбардировочный авиационный полк | По-2                                                                           |
| ? — 18.03.1943 г.          | Штрафная авиационная эскадрилья 272-й нбад                | По-2                                                                           |
| 12.06.1942 — 18.03.1943 г. | 121-я отдельная рота связи                                | По-2, переименована в 9-ю отдельную гвардейскую роту связи                     |

## Почётные наименования

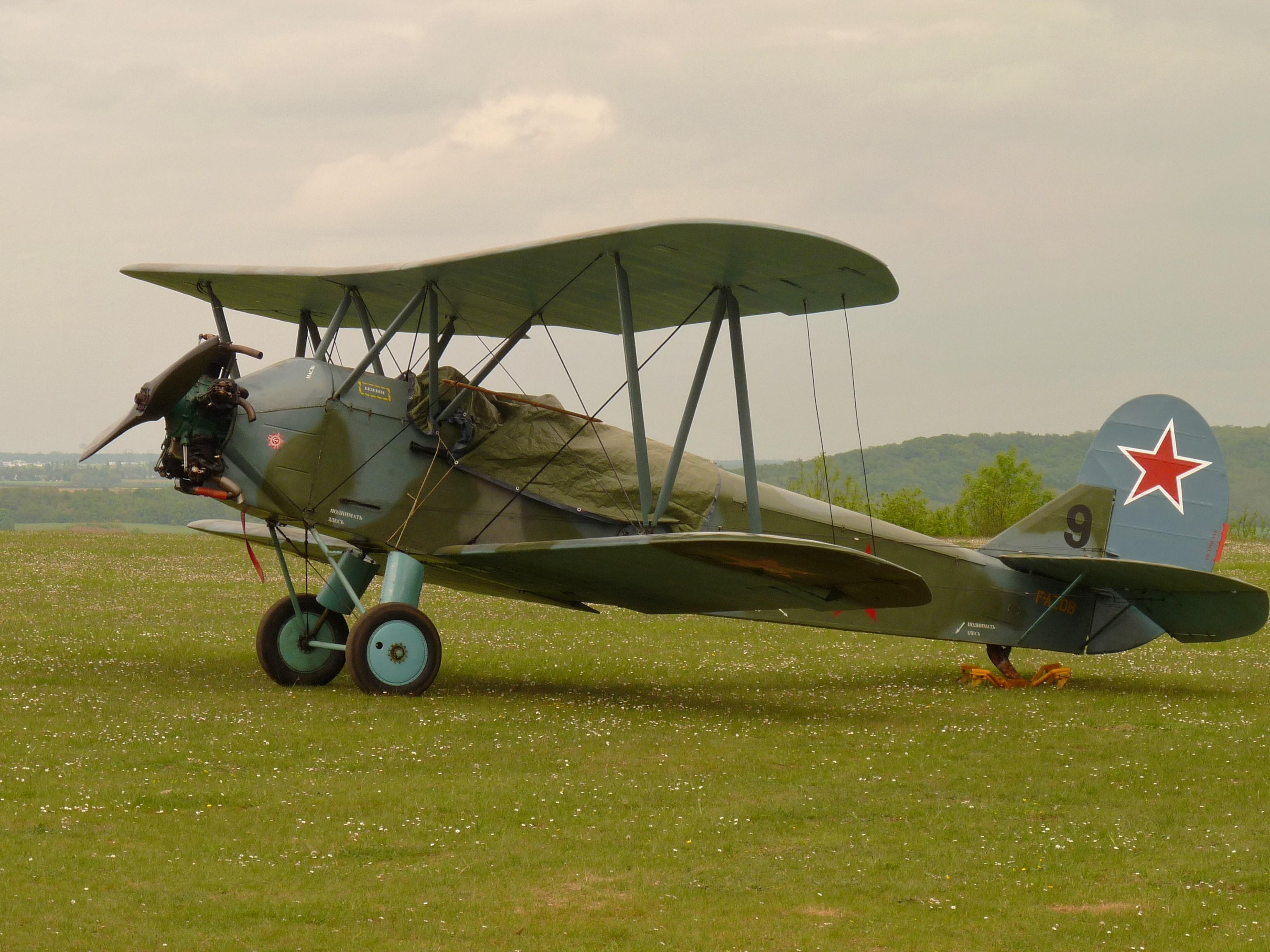
По-2. Ночной бомбардировщик, стоящий на вооружении всех полков дивизии

- 25-му гвардейскому ночному бомбардировочному авиационному полку Приказом народного комиссара обороны СССР № 207 от 4 мая 1943 года присвоено почётное наименование «Московский».
- 60-му гвардейскому ночному бомбардировочному авиационному полку Приказом народного комиссара обороны СССР № 207 от 4 мая 1943 года присвоено почётное наименование «Сталинградский».
- 61-му гвардейскому ночному бомбардировочному авиационному полку Приказом народного комиссара обороны СССР № 207 от 4 мая 1943 года присвоено почётное наименование «Донской».

## Благодарности Верховного Главнокомандующего
Воинам дивизии объявлены благодарности Верховного Главнокомандующего:
- За прорыв сильно укреплённой обороны немцев на их плацдарме южнее города Никополь на левом берегу Днепра, ликвидации оперативно важного плацдарма немцев на левом берегу Днепра и овладении районным центром Запорожской области — городом Каменка, а также занятием более 40 других населённых пунктов[4].
- За овладение городом и портом на Чёрном море Евпатория — важным опорным пунктом обороны немцев на западном побережье Крыма[5].
- За овладение штурмом крепостью и важнейшей военно-морской базой на Чёрном море городом Севастополь[6].

## Отличившиеся воины дивизии
- Волков Иван Степанович, капитан, штурман эскадрильи 60-го гвардейского ночного бомбардировочного авиационного полка 2-й гвардейской ночной бомбардировочной авиационной дивизии 8-й воздушной армии Указом Президиума Верховного Совета СССР от 1 июля 1944 года удостоен звания Герой Советского Союза. Золотая Звезда № 3913.
- Голдобин Николай Иванович, старший лейтенант, заместитель командира эскадрильи 61-го гвардейского ночного бомбардировочного авиационного полка 2-й гвардейской ночной бомбардировочной авиационной дивизии 8-й воздушной армии Указом Президиума Верховного Совета СССР от 1 ноября 1943 года удостоен звания Герой Советского Союза. Золотая Звезда № 1269.
- Константинов Владимир Фёдорович, старший лейтенант, штурман звена 25-го гвардейского ночного бомбардировочного авиационного полка 2-й гвардейской ночной бомбардировочной авиационной дивизии 8-й воздушной армии Указом Президиума Верховного Совета СССР от 13 апреля 1944 года удостоен звания Герой Советского Союза. Золотая Звезда № 1306.
- Оглоблин Иван Васильевич, старший лейтенант, командир звена 25-го гвардейского ночного бомбардировочного авиационного полка 2-й гвардейской ночной бомбардировочной авиационной дивизии 8-й воздушной армии Указом Президиума Верховного Совета СССР от 13 апреля 1944 года удостоен звания Герой Советского Союза. Золотая Звезда № 1307.
- Томашевский Иван Герасимович, старший лейтенант, штурман звена 25-го гвардейского ночного бомбардировочного авиационного полка 2-й гвардейской ночной бомбардировочной авиационной дивизии 8-й воздушной армии Указом Президиума Верховного Совета СССР от 13 апреля 1944 года удостоен звания Герой Советского Союза. Золотая Звезда № 1308.
- Шибанов Виктор Иванович, лейтенант, командир звена 25-го гвардейского ночного бомбардировочного авиационного полка 2-й гвардейской ночной бомбардировочной авиационной дивизии 8-й воздушной армии Указом Президиума Верховного Совета СССР от 1 ноября 1943 года удостоен звания Герой Советского Союза. Золотая Звезда № 1248.

## Память
- В городе-герое Севастополе установлен памятник лётчикам 8-й воздушной армии;
- В городе Симферополе установлена мемориальная плита лётчикам 8-й воздушной армии;

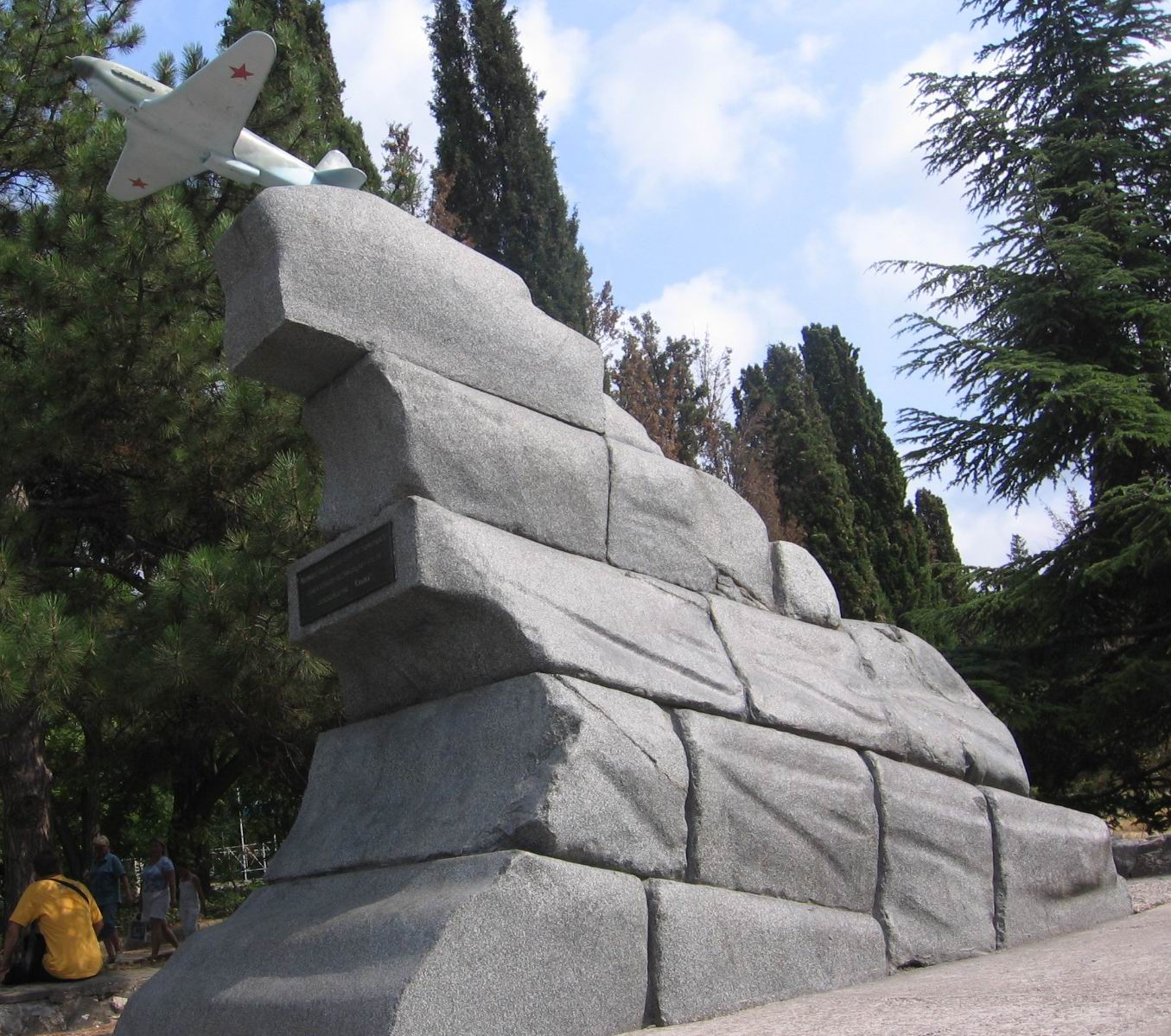
Памятник лётчикам 8-й воздушной армии в Севастополе
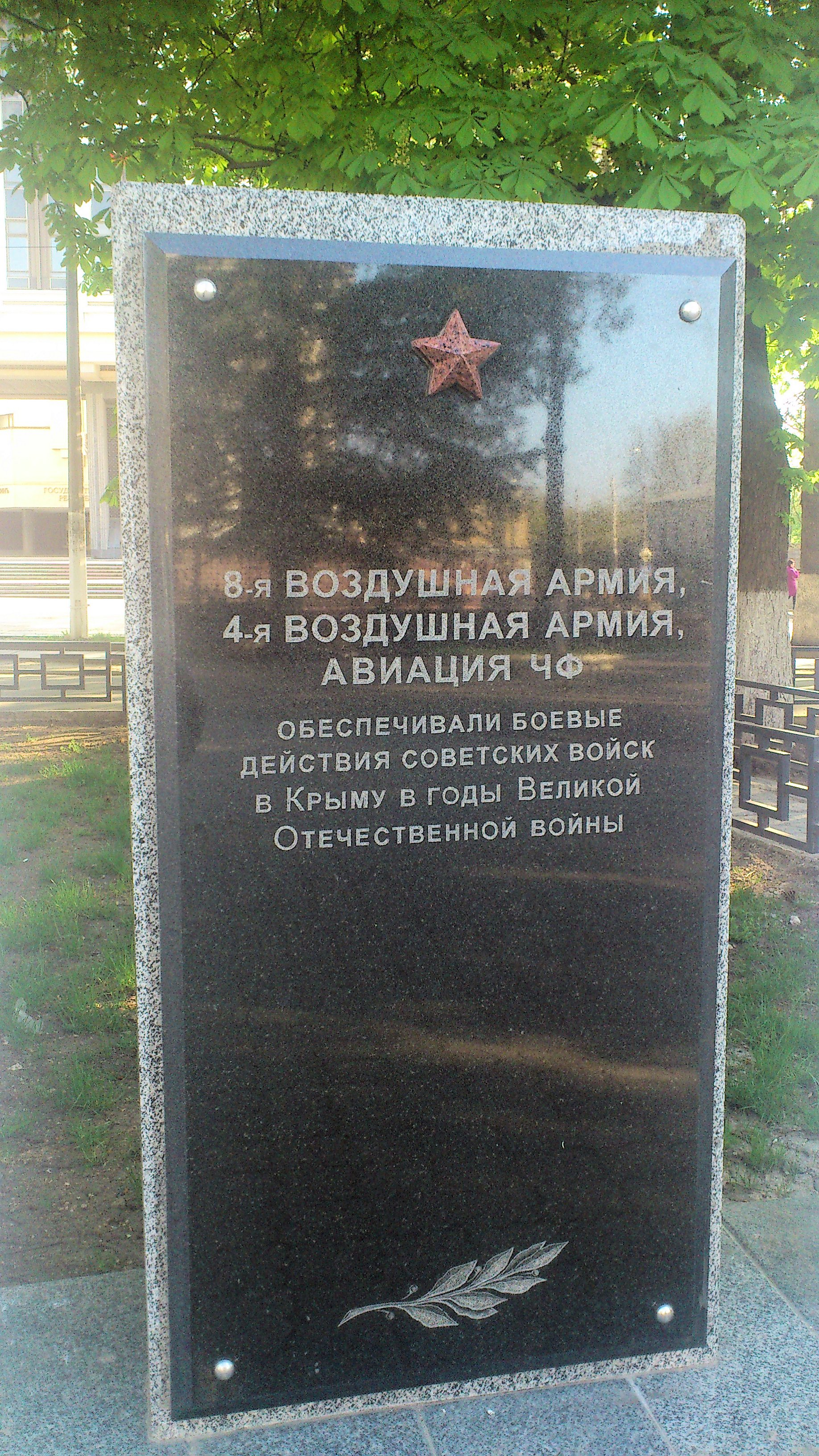
На мемориальной плите у танка-памятника освободителям Симферополя в сквере Победы в Симферополе
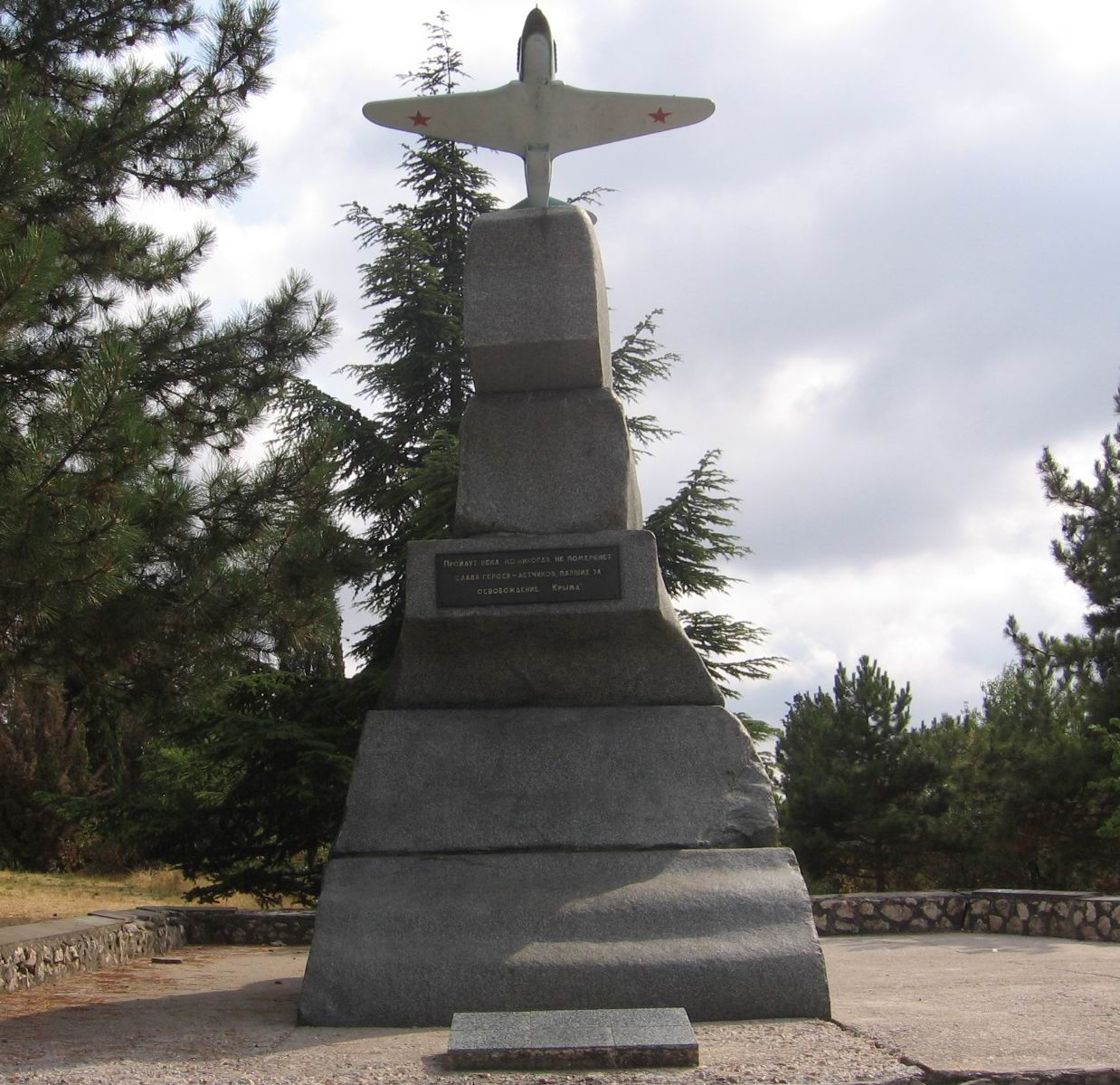
Памятник лётчикам 8-й воздушной армии в Севастополе